# Ardisia didymopora
Ardisia didymopora là một loài thực vật có hoa trong họ Anh thảo. Loài này được (H.Perrier) Capuron mô tả khoa học đầu tiên năm 1963.